# 蒙德塞貝格山
47°51′53″N 13°22′16″E / 47.864744°N 13.371048°E

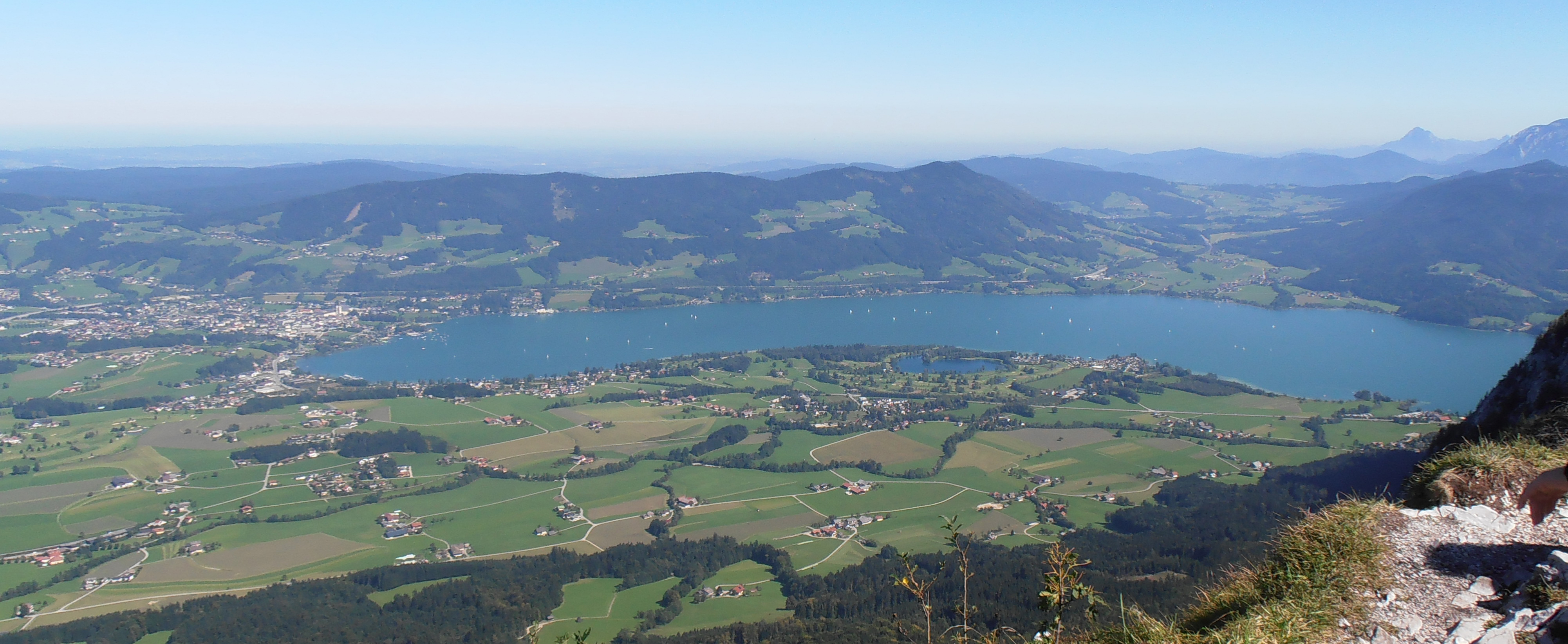

蒙德塞貝格山（德語：Mondseeberg），是奧地利的山峰，位於該國北部，由上奧地利州負責管轄，屬於薩爾茲卡默古特山脈的一部分，海拔高度1,029米，每年平均降雨量1,894毫米。